# Titys
Auguste Fernand Martin dit Vincent Titys, Titys ou Tytys, né le 25 septembre 1882 à Nîmes et mort le 19 mars 1951 dans le 3e arrondissement de Paris, est un acteur français.

## Biographie
Fils d'un menuisier, Fernand Martin fut d'abord peintre-décorateur avant de monter sur les scènes de music-halls et de cabarets parisiens sous le nom de Titys.
Il fait partie de cette cohorte d'acteurs popularisés par l'arrivée du parlant, son physique le cantonnant à des rôles d'hommes d'un certain âge, notables, militaires ou autres employés et clients de cafés. Très populaire au cinéma durant les années 1930, Titys tournera dans une cinquantaine de films jusqu'en 1951, année de sa mort.
Il voltige aisément des films comiques, Occupe-toi d'Amélie (1932), aux productions plus sérieuses, Jenny (1936), en passant par les films d'aventures, Mission à Tanger (1949), avec une préférence pour les « bidasseries » dans les années 1930, La Garnison amoureuse (1933), J'arrose mes galons (1936), Bach détective (1935). Si sa filmographie n'est pas des plus intéressantes, on peut sauver Fric-Frac (1937), Forfaiture (1937), Entrée des artistes (1938) ou encore Atoll K avec Laurel et Hardy (1951). On se souviendra en particulier du spectateur sourd parmi la foule de personnages loufoques des Branquignol (1949).
Avant son apparition sur les écrans de cinéma en 1931, Titys avait fait carrière au music-hall où il se produisait comme chanteur "excentrique" et au théâtre comme acteur comique. Il a été un temps régisseur d'établissements de spectacles comme les Folies-Marigny ou les Folies-Montmartre.
Veuf depuis 1943, Titys se suicide par pendaison dans son appartement de la rue Volta. Il est inhumé au Cimetière parisien de Pantin (82e division).

## Filmographie
- 1931 : À nous, tout le bonheur ! / L'œuf d'éléphant de René Bussy (court métrage)
- 1932 : Cœur de lilas d'Anatole Litvak : le greffier
- 1932 : La Fille du Bouif de René Bussy
- 1932 : Occupe-toi d'Amélie de Richard Weisbach et Marguerite Viel
- 1933 : La Fusée de Jacques Natanson : un consommateur
- 1933 : L'Assommoir de Gaston Roudès : Bibi
- 1934 : Jeunesse de Georges Lacombe : l'ivrogne
- 1934 : La Garnison amoureuse de Max de Vaucorbeil : le pharmacien (non crédité)
- 1934 : Le Dernier Milliardaire (non crédité) de René Clair
- 1934 : Le Père Lampion de Christian-Jaque
- 1934 : Les Nuits moscovites d'Alexis Granowski : le comptable Brioukov (non crédité)
- 1934 : L'Homme à l'oreille cassée de Robert Boudrioz
- 1934 : Pension Mimosas de Jacques Feyder
- 1934 : Une nuit de folies de Maurice Cammage
- 1935 : Debout là-dedans ! d'Henry Wulschleger : le garçon de café
- 1935 : La Rosière des halles de Jean de Limur
- 1935 : Touche à tout de Jean Dréville
- 1936 : Bach détective de René Pujol
- 1936 : J'arrose mes galons de René Pujol et Jacques Darmont
- 1936 : Jenny de Marcel Carné
- 1936 : L'Argent de Pierre Billon
- 1936 : L'Homme sans cœur de Léo Joannon
- 1936 : Une gueule en or de Pierre Colombier
- 1937 : À nous deux, madame la vie d'Yves Mirande et René Guissart
- 1937 : Chipée de Roger Goupillières
- 1937 : Cinderella de Pierre Caron
- 1937 : Forfaiture de Marcel L'Herbier : le bagagiste
- 1937 : La Maison d'en face de Christian-Jaque
- 1937 : Le Porte-veine d'André Berthomieu : un actionnaire
- 1937 : Les Dégourdis de la 11e de Christian-Jaque
- 1937 : Nuits de feu de Marcel L'Herbier : un magistrat
- 1938 : Entrée des artistes de Marc Allégret : l'huissier du juge (non crédité)
- 1938 : La Vénus de l'or de Charles Méré et Jean Delannoy
- 1938 : Le Héros de la Marne d'André Hugon
- 1938 : Les Deux Combinards de Jacques Houssin : le témoin
- 1938 : Monsieur Coccinelle de Dominique Bernard-Deschamps
- 1939 : Fric-Frac (non crédité) de Maurice Lehmann et Claude Autant-Lara
- 1940 : Fausse alerte de Jacques de Baroncelli
- 1940 : Narcisse d'Ayres d'Aguiar
- 1948 : Les Casse-pieds de Jean Dréville
- 1948 : Suzanne et ses brigands d'Yves Ciampi
- 1949 : Branquignol de Robert Dhéry : le spectateur sourd
- 1949 : La Belle que voilà de Jean-Paul Le Chanois
- 1949 : Menaces de mort de Raymond Leboursier
- 1949 : Millionnaires d'un jour (non crédité) d'André Hunebelle
- 1949 : Mission à Tanger d'André Hunebelle : un journaliste
- 1950 : Ils ont vingt ans de René Delacroix : le régisseur
- 1950 : La Vie chantée de Noël-Noël
- 1950 : Le Furet de Raymond Leboursier
- 1950 : Le Roi Pandore (non crédité) d'André Hunebelle : un membre du gouvernement
- 1950 : Le Tampon du capiston de Maurice Labro : un invité
- 1950 : Méfiez-vous des blondes d'André Hunebelle : un journaliste (non crédité)
- 1950 : Souvenirs perdus de Christian-Jaque : un ami (non crédité)
- 1950 : Un certain monsieur d'Yves Ciampi : un vieux monsieur
- 1951 : Le Chéri de sa concierge de René Jayet : le facteur
- 1951 : Garou-Garou, le passe-muraille de Jean Boyer : le prisonnier (non crédité)
- 1951 : La Belle Image de Claude Heymann : un employé
- 1951 : Atoll K de Léo Joannon : l'adjoint